# S Fornacis
S Fornacis är en misstänkt variabel (CST:) i stjärnbilden Ugnen.
Stjärnan varierar mellan visuell magnitud +5,6 och 8,5 men vilken typ av variabel är ännu inte fastslaget och inte heller om variationerna har någon periodicitet.